# 소 미치히로
소 미치히로(宗 方熈, そう みちひろ)는 일본 에도 시대 쓰시마 후추번(対馬府中藩)의 7대 번주이다. 역대 번주 가운데 유일하게, 쓰시마 소 씨 가문의 돌림자인 「요시」(義)를 이름으로 사용하지 않은 사람으로, 「미치」(方)라는 이름자는 형인 요시미치(義方)로부터 받은 것이다.

## 생애
겐로쿠(元禄) 9년(1696년) 9월 27일, 3대 번주 소 요시자네(宗義真)의 아홉 번째 아들로 태어났다. 처음에는 신하 히구치 사네쓰라(樋口真連)의 서양자(婿養子)가 되어 히구치 미치히로(樋口方熈, 히구치 슈바主馬)라 칭하였는데, 교호(享保) 15년(1730년) 11월에 형인 6대 번주 요시노부(義誠)가 사망하고 그의 양자가 되어 교호 16년(1731년) 2월 21일 가독을 상속하였다(이때에도 이름을 바꾸지 않았다). 4월에는 종4위하 시종(侍従) ・ 쓰시마노카미(対馬守)로 서위 임명되었다.
그러나 미치히로는 요시노부의 적남(嫡男)인 요시유키(義如)가 성장할 때까지의 징검다리적인 존재였기에 교호 16년(1732년) 요시유키가 17세가 된 것을 계기로 9월 11일 가독을 요시유키에게 넘겨주고 은거하였다. 이때에 관직이 민부대보(民部大輔)로 옮겨졌다.
호레키(宝暦) 9년(1759년) 11월 29일에 쓰시마 후추(府中)에서 사망하였다. 향년 64세. 히구치 가문은 요시유키로부터 이름자를 받은 그의 장남 유키쓰라(如連)가 이었다.

## 조선과의 외교
한국의 《동문휘고》(同文彙考) 부편(附編) 권6 고부(告訃)에는 조선 영조 6년(1730년) 11월 6일에 소 미치히로가 쓰시마 도주가 되고 전임 도주 요시노부의 유물 및 미치히로 자신이 조선의 예조참의에게 보낸 서계와 그에 대한 답서가 기록되어 있다. 쓰시마에서 소 미치히로의 승습을 알리기 위해 파견된 차왜(사자)는 정관 삼촌중(杉村仲) 평성일(平誠一)이며, 도선주는 송본원좌위문(松本源左衛門) 도 가네오(藤兼雄), 봉진 선반우위문(扇半右衛門)으로 영조 6년(1730년) 4월 28일부터 9월 3일까지 왜관에 체류하였다.
소 미치히로가 요시유키가 장성할 때까지의 징검다리 역할이라는 것은 조선 조정에도 알려져 있었는데, 《증정교린지》에는 미치유키가 쓰시마 도주에서 물러나고 2년 뒤인 조선 영조 10년(1734년)에 쓰시마 도주 취임 당시 조선으로부터 받았던 도서(圖書)를 반납하였다고 적고 있다. 미치유키가 물러나고 요시유키가 쓰시마 도주가 되었을 때 조선 조정은 영조 9년(1733년) 당상 김현문(金顯門)과 당하 박춘서(朴春瑞)를 비롯한 문위행 사절단을 쓰시마로 보냈다. 그리고 조선 영조 36년 경진(1760년)에 소 미치히로가 죽자 쓰시마에서는 다시금 조선에 차왜(사자)를 보내 미치유키의 유물과 유서를 다시금 조선 조정에 바쳤는데, 조선 조정은 그가 은거하여 죽을 때까지 근 30년이 되어 규정에 어긋난다며 받지 않았으나 쓰시마측 차왜는 끝까지 돌아가지 않고 버텼고, 결국 영조 42년(1766년)에 이르러 훈도 최학령(崔鶴齡)의 중개로 유서와 유물은 물리치고 단지 서계와 별폭만을 받고 다례, 연향은 행하지 않았다.